# Borearctia menetriesi
Borearctia menetriesi là một loài bướm đêm thuộc phân họ Arctiinae, họ Erebidae.